# سندرم کیوتی
سندرم کیو. تی (به انگلیسی: QT syndrome) یک اختلال مادرزادی است، که به صورت افزایش اینتروالQT در نوارقلب(ECG) خود را نشان می‌دهد و ممکن است به آریتمی‌های بطنی و متعاقباً به سنکوپ و ایست قلبی ختم شود. شایعترین تظاهر کلینیکی در بیماران دچار LQT، حملهٔ ناگهانی یا ایست قلبی می‌باشد.
شیوع بیماری در حد ۱۰۰۰۰:۱ نفر می‌باشد وقوع این بیماری در تمام نقاط دنیا تقریباً یکسان است. بیماران دچار QT معمولاً دارای حملات قلبی مانند سنکوپ، ایست قلبی یا مرگ ناگهانی در زمان کودکی و اوایل بلوغ می‌باشند اما در دههٔ پنجم نیز ممکن است ظاهر شود.
خطر مرگ و میر LQTs در پسران بیشتر از دختران در سنین کمتر از ۱۰ سال است سالیانه حدود ۴۰۰۰ مورد مرگ به علت QT در ایالات متحدهٔ آمریکا رخ می‌دهد که ۶ درصد موارد تا سن ۴ سالگی می‌باشد.

## عوامل تحریک
در LQ نوع ۱ عامل محرک در ایست قلبی، ورزش و شنا کردن است و تماس ناگهانی آب سرد با صورت بیمار باعث تحریک رفلکس واگ می‌شود.

## تشخیص
LQT معمولاً بعد از اینکه شخصی یک حملهٔ قلبی مانند سنکوپ یا ایست قلبی داشته باشد تشخیص داده می‌شود یا بعد از تشخیص LQTs در یک فرد فامیل یا مرگ ناگهانی مورد ارزیابی قرار می‌گیرد که بهترین و قطعی‌ترین روش بررسی ژنتیک است.

## علائم
یکی از علائم این اختلال وجود یک نمودار طولانی‌تر شده از حد نرمال QT در نوار الکتروکاردیوگرام است. اما برخی از افرادی که در معرض خطرند این علامت را نشان نمی‌دهند و در نتیجه تشخیص داده نمی‌شوند؛ و ۱۰ درصد از آن‌ها تا سن چهل سالگی دچار حمله قلبی می‌شوند.